# Metropolia São Luís do Maranhão
Metropolia São Luís do Maranhão – metropolia Kościoła rzymskokatolickiego w Brazylii. Składa się z metropolitalnej archidiecezji São Luís i jedenastu diecezji. Została erygowana 10 lutego 1922 r. konstytucją apostolską Rationi congruit papieża Piusa XI. Od 2021 r. godność arcybiskupa metropolity sprawuje abp Gilberto Pastana de Oliveira.
W skład metropolii wchodzą:
- Archidiecezja São Luís do Maranhão
  - Diecezja Bacabal
  - Diecezja Balsas
  - Diecezja Brejo
  - Diecezja Carolina
  - Diecezja Caxias do Maranhão
  - Diecezja Coroatá
  - Diecezja Grajaú
  - Diecezja Imperatriz
  - Diecezja Pinheiro
  - Diecezja Viana
  - Diecezja Zé-Doca

Prowincja kościelna São Luís do Maranhão tworzy region kościelny Nordeste V, zwany też regionem Maranhão.

## Metropolici
- Octaviano Pereira de Albuquerque (1922 – 1935)
- Carlos Carmelo de Vasconcellos Motta (1935 – 1944)
- Adalberto Accioli Sobral (1947 – 1951)
- José de Medeiros Delgado (1951 – 1963)
- João José da Mota e Albuquerque (1964 – 1984)
- Paulo Eduardo Andrade Ponte (1984 – 2005)
- José Belisário da Silva (2005 – 2021)
- Gilberto Pastana de Oliveira (od 2021)